# Muscon
Muscon (aus spätlat. muscus = Moschus) ist eine organisch-chemische Verbindung aus der Gruppe der cyclischen Ketone und kommt in der Natur als Hauptkomponente von Moschus vor.

## Vorkommen
Mit einem Anteil von 0,5 bis 2 % ist Muscon der wichtigste Duftstoff des natürlichen Moschus.

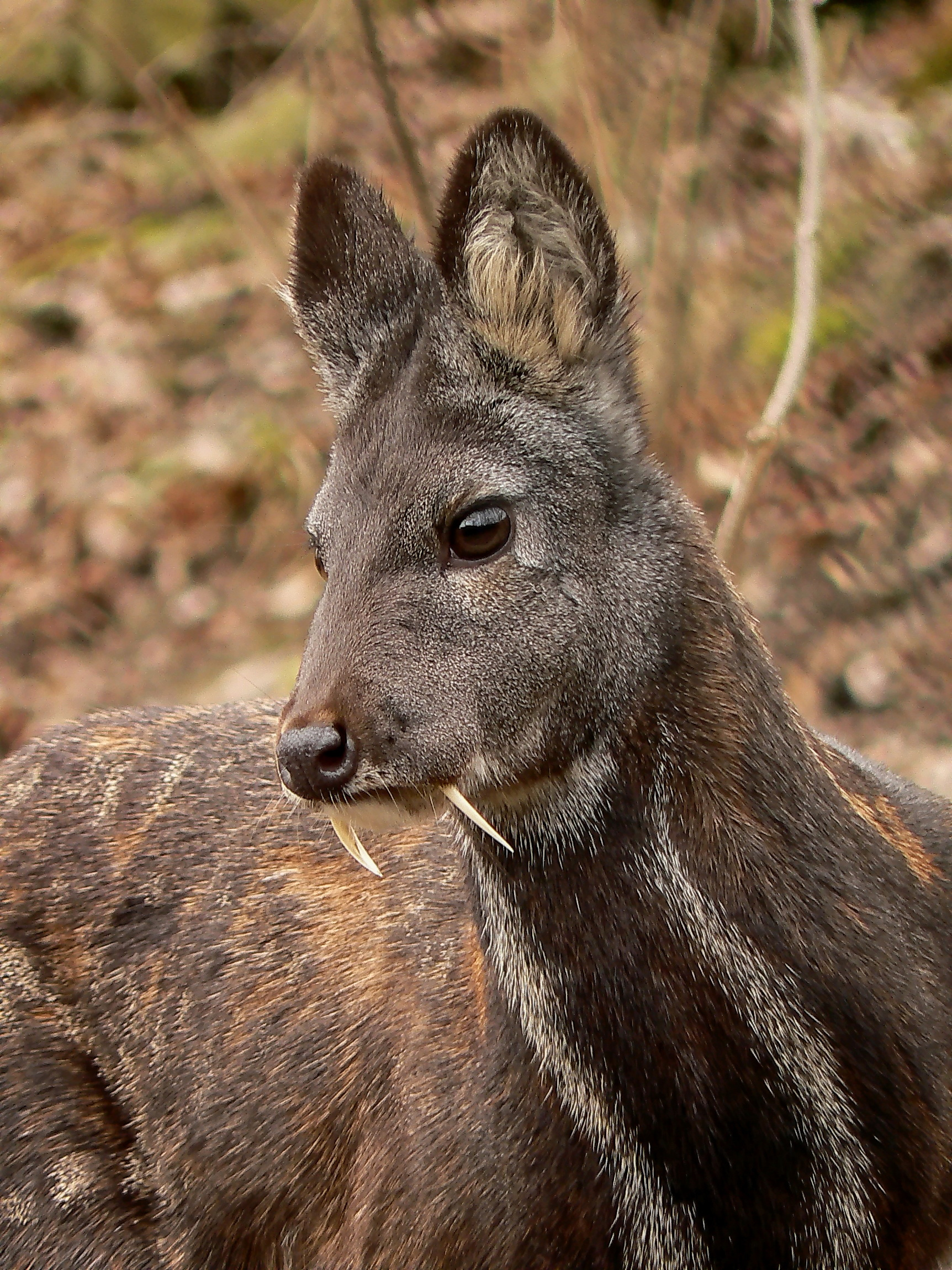
Sibirisches Moschustier (Moschus moschiferus)

Der deutsche Chemiker Heinrich Walbaum (1864–1946) konnte im Jahre 1906 die Hauptkomponente von Moschus in Form weißer Kristalle isolieren. Er nannte die Verbindung Muscon, die Struktur wurde 1926 von Lavoslav Ružicka geklärt.
Natürliches Muscon wird aus Moschus gewonnen, das schon seit Jahrhunderten als Parfum dient. Heutzutage wird es aus Tierschutzgründen synthetisch hergestellt.

## Chemische Eigenschaften
Muscon gehört als Makrocyclus zu den alicyclischen Verbindungen und Ketonen. Es besteht aus einem 15-gliedrigen Ketonring mit einem Methylsubstituenten in der 3-Position. Muscon ist eine ölige Flüssigkeit, die in der Natur als Enantiomer (R)-(−)-3-Methylcyclopentadecanon vorgefunden wird. Synthetisch hergestelltes Muscon ist ein Racemat, besteht also aus einem 1:1-Gemisch von (R)-(−)-3-Methylcyclopentadecanon und (S)-(+)-3-Methylcyclopentadecanon.

## Gewinnung und Darstellung
Hergestellt werden kann Muscon durch Methylierung von (E)-2-Cyclopentadecenon.

## Verwendung
Muscon wird als Duftstoff in Kosmetikprodukten, Parfüms, Seifen, Shampoos, Wasch- und Reinigungsmitteln eingesetzt.